# Planetární habitabilita

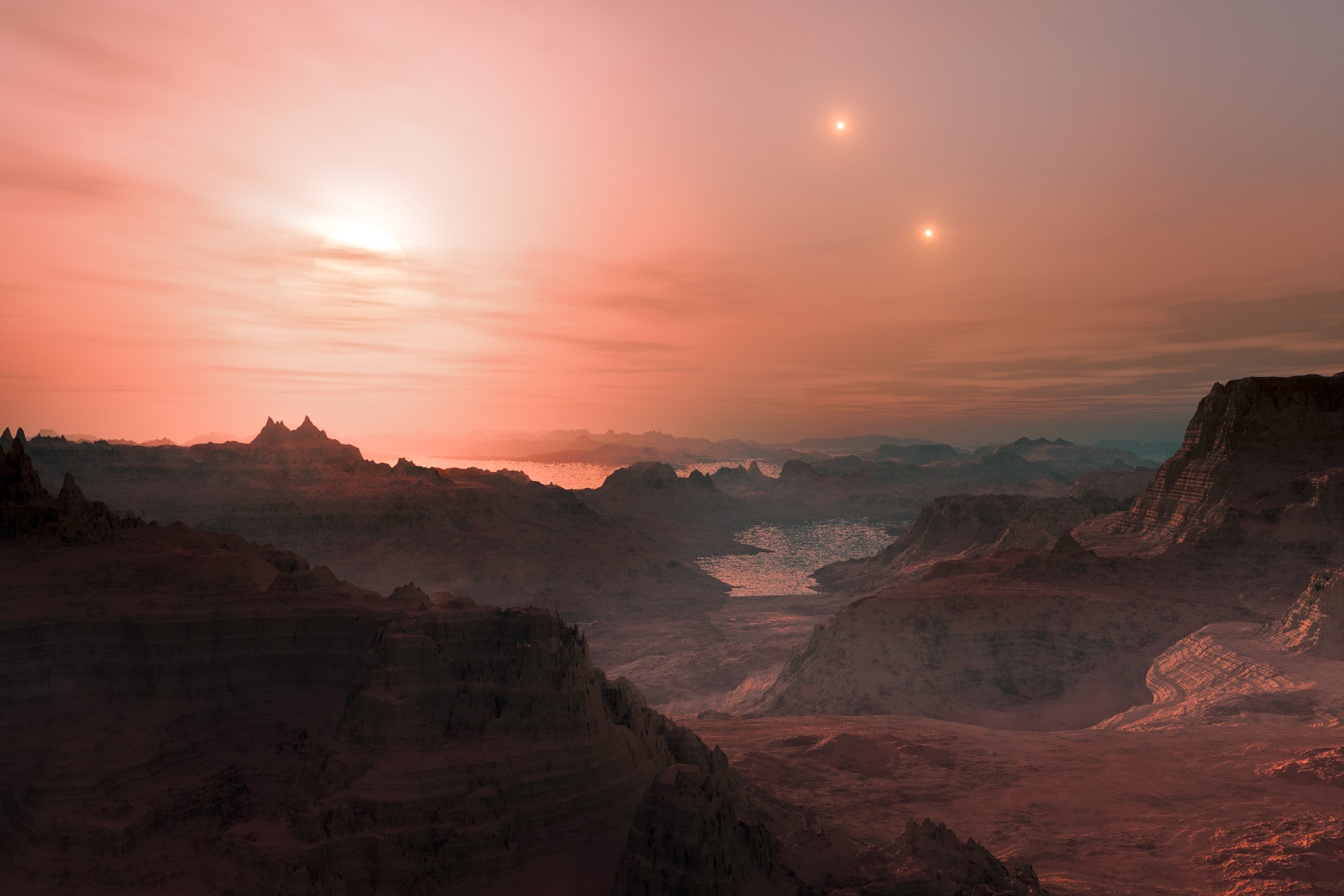
Umělecká představa potenciálně obyvatelné planety Gliese 667 Cc

Planetární habitabilita je souhrnný název pro řadu faktorů, ovlivňující obyvatelnost dané planety pro živé organismy. Nejdůležitějšími z nich jsou přítomnost vody v kapalném stavu a zdroje tepla (např. slunečního záření). Ostatní faktory jako přítomnost atmosféry bohaté na kyslík (ale i dusík může hrát důležitou roli), přijatelný rozsah teplot a obvyklé zdroje živin mohou být kompenzovány adaptačními schopnostmi. Astrobiologové je používají ke zjednodušení úkolu vyhledávat život ve vesmíru.